# Клей (округ, Кентуккі)
Шаблон:StateAbbr_ 37°10′ пн. ш. 83°43′ зх. д. / 37.16° пн. ш. 83.71° зх. д.
Округ Клей (англ. Clay County) — округ (графство) у штаті Кентуккі, США. Ідентифікатор округу 21051.

## Історія
Округ утворений 1806 року.

## Демографія
За даними перепису
2000 року
загальне населення округу становило 24556 осіб, зокрема міського населення було 4856, а сільського — 19700.
Серед мешканців округу чоловіків було 12958, а жінок — 11598. В окрузі було 8556 домогосподарств, 6440 родин, які мешкали в 9439 будинках.
Середній розмір родини становив 3,06.
Віковий розподіл населення поданий у таблиці:
| Стать    | До 15 років | 15-21 | 22-29 | 30-39 | 40-49 | 50-65 | 65-85 | Понад 85 |
| -------- | ----------- | ----- | ----- | ----- | ----- | ----- | ----- | -------- |
| Чоловіки | 2606        | 1310  | 1650  | 2273  | 2051  | 1986  | 981   | 101      |
| Жінки    | 2386        | 1211  | 1322  | 1798  | 1678  | 1756  | 1262  | 185      |

## Суміжні округи
- Ауслі — північ
- Перрі — північний схід
- Леслі — схід
- Белл — південний схід
- Нокс — південний захід
- Лорел — захід
- Джексон — північний захід

## Виноски
1. ↑  U.S. Decennial Census. United States Census Bureau. Архів оригіналу за 26 квітня 2015. Процитовано 13 серпня 2014.
2. ↑  Historical Census Browser. University of Virginia Library. Архів оригіналу за 11 Серпня 2012. Процитовано 13 серпня 2014.
3. ↑  Population of Counties by Decennial Census: 1900 to 1990. United States Census Bureau. Архів оригіналу за 13 Жовтня 2014. Процитовано 13 серпня 2014.
4. ↑  Census 2000 PHC-T-4. Ranking Tables for Counties: 1990 and 2000 (PDF). United States Census Bureau. Архів оригіналу (PDF) за 18 Грудня 2014. Процитовано 13 серпня 2014.
5. ↑  State & County QuickFacts. United States Census Bureau. Архів оригіналу за 8 липня 2011. Процитовано 6 березня 2014.(англ.) Наведено за англійською вікіпедією.
6. ↑  American FactFinder. Бюро перепису населення США. Архів оригіналу за 29 липня 2011. Процитовано 31 січня 2008.

| США | Це незавершена стаття з географії США. Ви можете допомогти проєкту, виправивши або дописавши її. |